# Michael Chapman Kimmage
Michael Chapman Kimmage ist ein US-amerikanischer Historiker, der als Professor an der Catholic University of America lehrt.

## Leben
Kimmage machte 1995 einen Bachelor-Abschluss (BA) in Geschichte am Oberlin College, 1997 einen weiteren BA-Abschluss in Neuerer Geschichte an der britischen University of Oxford, ging dann an die Harvard University, wo er 2000 das Master-Examen ablegte und 2004 in American Studies zum Ph.D. promoviert wurde. Ab 2005 lehrt und forscht er an der Catholic University of America, seit 2015 als Full Professor. Er wirkte bislang als Gastprofessor an der Freien Universität Berlin, der Universität Vilnius und der Ludwig-Maximilians-Universität München. Von 2014 bis 2017 war er Mitglied des Office of Policy Planning im Außenministerium der Vereinigten Staaten. Dort war er für das Ressort Russland/Ukraine zuständig.
Kimmage ist Spezialist für die Geschichte des Kalten Krieges, die diplomatische und intellektuelle Geschichte der USA im 20. Jahrhundert und die Beziehungen zwischen den USA und Russland seit 1991.
Wenige Wochen vor dem Angriff Russland auf die Ukraine warnte er in einem Zeitschriftenartikel vor einer weiteren NATO-Osterweiterung und schrieb, die Aufnahme der Ukraine in das Verteidigungsbündnis wäre strategischer Wahnsinn („incorporating Ukraine would be strategic madness“).

## Schriften (Auswahl)
- The conservative turn. Lionel Trilling, Whittaker Chambers, and the lessons of anti-communism. Cambridge 2009, ISBN 0-674-03258-6.
- In history’s grip. Philip Roth’s Newark trilogy. Stanford 2012, ISBN 978-0-8047-8182-4.
- mit Charlotte A. Lerg und Susanne Lachenicht (Hg.): The TransAtlantic reconsidered. The Atlantic world in crisis. Manchester 2018, ISBN 978-1-5261-1937-7.
- The abandonment of the West. The history of an idea in American foreign policy. New York 2020, ISBN 0-465-05590-7.
- Collisions: The Origins of the War in Ukraine and the New Global Instability. Oxford University Press, New York 2024, ISBN 978-0-19-775179-4.